# シモン2世 (ロレーヌ公)

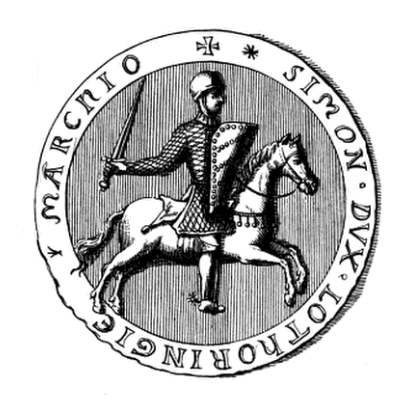
シモン2世のシール

シモン2世（フランス語：Simon II, 1140年 - 1207年1月4日）は、ロレーヌ公（在位：1176年 - 1205年）。

## 生涯
シモン2世はロレーヌ公マチュー1世とベルタ・フォン・ホーエンシュタウフェン（ジュディスとも、1123年 - 1195年）の息子である。
シモンは1176年に父マチュー1世の跡を継いだが、母ベルタはロレーヌ公位を次男のフェリー1世に譲ることを望んでいたようである。シモンはロレーヌ貴族を招集し、自身の権利を確認したが、特権を貴族に譲渡しなければならなかった。 彼はビッチュをフェリーに与えたが、フェリーは満足せず反乱を起こした。争いは3年間続き、ロレーヌの事実上の分割を承認するリブモン条約により終結した。シモンはフランス語圏の公領南部を、フェリー1世はドイツ語圏の公領北部を手に入れた。
歴代のロレーヌ公と同様に、シモンもルミルモン修道院長たちと対立した。ルミルモン修道院長は皇帝と教皇から与えられた恩恵を維持したいと考え、シモンが「直接的または間接的に」ルミルモン修道院長に危害を加えるのを確実にやめるよう教皇に求めた。トリーア司教ヨハン1世はロレーヌ公領に秘蹟執行禁止命令を下した。1194年10月18日に和解が行われ、その代償として修道院長らの多くの権利（市場からの収入、裁判権、森林の使用など)）が放棄され、シモン2世は破門から解かれた。
シモンはまた、その権利を逸脱しているとして非難したサン＝ディエの律修司祭とも対立していた。最初は律修司祭らにさまざまな収入を与えていたが、すぐに激怒し、1203年に建物に火を放ち、律修司祭らの財産を略奪した。このためシモンは破門された。その後シモンは過ちを正し、1204年に破門は解除された。シモンはロレーヌ公領内の他の修道院に対し非の打ちどころがなく振る舞った。
シモンはフェルデンツ伯の娘アグネスと結婚したが、アグネスは間もなく死去し、マコン伯およびヴィエンヌ伯ジェラール1世の娘イド（1227年没）と再婚したが、子供は生まれなかった。シモンは弟フェリー1世の息子である甥のフェリー2世を後継者に任じ、1202年にヴォーデモン伯の宗主権をバル伯ティボー1世に譲り、1205年に退位して修道院に隠遁した。